# Lebanon (Illinois)
Lebanon és una població dels Estats Units a l'estat d'Illinois. Segons el cens del 2000 tenia 3.523 habitants.

## Demografia
Segons el cens del 2000, Lebanon tenia 3.523 habitants, 1.275 habitatges, i 804 famílies. La densitat de població era de 632,7 habitants/km².
Dels 1.275 habitatges en un 28,8% hi vivien nens de menys de 18 anys, en un 48,2% hi vivien parelles casades, en un 11,5% dones solteres, i en un 36,9% no eren unitats familiars. En el 28,5% dels habitatges hi vivien persones soles el 12,9% de les quals corresponia a persones de 65 anys o més que vivien soles. El nombre mitjà de persones vivint en cada habitatge era de 2,41 i el nombre mitjà de persones que vivien en cada família era de 2,98.
Per edats la població es repartia de la següent manera: un 20,8% tenia menys de 18 anys, un 18,6% entre 18 i 24, un 22,9% entre 25 i 44, un 21% de 45 a 60 i un 16,7% 65 anys o més.
L'edat mediana era de 36 anys. Per cada 100 dones de 18 o més anys hi havia 80,8 homes.
La renda mediana per habitatge era de 37.042 $ i la renda mediana per família de 48.711 $. Els homes tenien una renda mediana de 30.597 $ mentre que les dones 21.341 $. La renda per capita de la població era de 17.125 $. Aproximadament el 9,8% de les famílies i el 13,4% de la població estaven per davall del llindar de pobresa.

## Poblacions properes
El següent diagrama mostra les poblacions més properes.